# Подберезье (Пестриковское сельское поселение)
Подберезье — деревня в Кашинском городском округе Тверской области, до 2018 года входила в состав Пестриковского сельского поселения.

## География
Деревня находится на берегу реки Кашинка в 2 км на север от города Кашина.

## История
В 1859 году казённая деревня Подберезье 2-го стана Кашинского уезда Тверской губернии располагалась на Белозёрском тракте, у реки Кашинке. В 22 дворах проживало 62 мужчины и 76 женщин. В деревне числились 2 завода.
В конце XIX — начале XX века деревня являлась центром Подберезской волости Кашинского уезда Тверской губернии.
С 1929 года деревня являлась центром Подберезского сельсовета Кашинского района Бежецкого округа Московской области, с 1935 года — в составе Калининской области, с 1994 года — в составе Пестриковского сельского округа, с 2005 года — в составе Пестриковского сельского поселения, с 2018 года — в составе Кашинского городского округа.

## Население
| 1859 | 1889 | 2002 | 2010 |
| ---- | ---- | ---- | ---- |
| 138  | ↘127 | ↘18  | ↘10  |